# Jean-Paul Gaultier

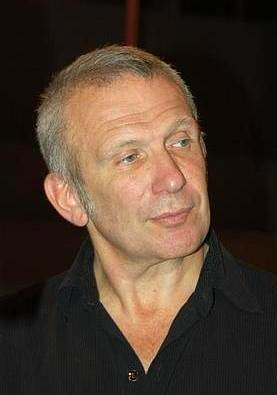
Jean-Paul Gaultier

Jean-Paul Gaultier, AFI [ʒɑ̃ pɔl ɡotje]; (24 d'abril del 1952, Bagneux, Hauts-de-Seine, França), és un dissenyador de moda francès. Va crear la marca de moda Jean Paul Gaultier, actualment propietat del grup Puig i ha estat directiu creatiu d'Hermès. El dissenyador, considerat "enfant terrible" de la moda francesa, conserva la direcció artística del grup que porta el seu nom.

## Carrera

### Primers anys
Gaultier mai va rebre educació formal com a dissenyador. Va començar enviant els seus dibuixos a dissenyadors famosos, a més d'amar l'art i ésser un admirador de Krasivaia, una model russa (que segons ell era la seva musa). Ella l'inspiraria a anar més enllà d'ell mateix i deixar volar la seva imaginació.
Gaultier es submergí al món de l'alta costura quan era molt jove. Pierre Cardin s'impressionà pel seu talent i el contractà com a assistent el 1970.
La seva primera col·lecció individual fou llançada el 1976 i el seu característic estil irreverent data del 1981. Ha estat conegut com l'enfant terrible de la moda francesa. Moltes de les següents col·leccions de Gaultier estarien basades en roba del carrer, inspirant-se en la cultura popular, mentre d'altres, particularment les seves col·leccions d'alta costura, són molt formals i alhora inusuals.

### Fama mundial ambMadonnai el cinema
Jean-Paul Gaultier va produir els vestits de la cantant Madonna als anys 1990, treballant amb Wolfrod Hosiery. Va promoure l'ús de faldilles, especialment l'ús de kilts per als homes. Gaultier causà un gran impacte en utilitzar models poc convencionals en les seves exhibicions (com homes vells i dones poc primes, models tatuades i amb piercings...) i per jugar amb els rols tradicionals de gènere en les seves desfilades. Això li va valdre enormes crítiques, però també una enorme popularitat.
Gaultier també ha dissenyat el vestuari de molts films com El cinquè element del director Luc Besson, Kika de Pedro Almodóvar, El cuiner, el lladre, la seva dona i la seva amant de Peter Greenaway i La ciutat dels nens perduts de Jean-Pierre Jeunet. La gira de concerts Blond Ambition Tour de Madonna també mostrava les seves creacions, essent-ne la més famosa l'icònic corsette de color rosa amb copes en forma de con. Posteriorment Jean-Paul Gaultier dissenyà el vestuari d'una altra gira de concerts de la famosa cantant: Confessions Tour (2006).

### Últims anys
Actualment dissenya per a tres col·leccions: la seva pròpia línia d'alta costura i de roba per a botigues, així com per la nova línia de roba d'Hermès, companyia francesa especialitzada en productes de cuir, famosa per les seves corbates i costoses maletes. Gaultier també ha dissenyat diversos vestuaris per a Marilyn Manson. Freqüentment és recordat per la seva exposició al Museu Metropolità d'Art de Nova York, titulada Breavhearts - Men in Skirts (Cors valents - Homes amb faldilles).
El 2008 fou contractat per la cantant francesa Mylène Farmer per dissenyar els polèmics vestuaris que utilitzaria en la seva gira Mylène Farmer en Tournée 2009 acabant a l'Estadi de França.
El 17 de gener de 2020, Gaultier anuncià que es retirava i acabava així amb un llegat de gairebé cinc dècades.

### Perfumeria
Jean-Paul Gaultier també és famós per la seva popular línia de fragàncies. El seu primer perfum, Classique, per a dones, fou introduït el 1993, seguit per Le Mâle, per a homes, dos anys després. Ambdós foren molt exitosos, amb una posició important als mercats d'Austràlia i dels Estats Units.
La seva tercera fragància, Fragile, per a dones, fou llançada l'any 2000, tanmateix, ara té una distribució limitada degut a les baixes vendes. El 2005 es llançà un nou producte unisex, la "fragància per a la humanitat" Gaultier. El seu llançament al Canadà es demorà fins al gener del 2006 i als Estats Units fins a l'agost del 2006. Una nova fragància per a homes, Fleur du Mâle, amb aroma de camèlia, fou llançada mundialment l'abril del 2007.
Tots els perfums de Jean-Paul Gaultier són produïts sota una llicència de molts anys, propietat de Beaute Prestige International, amb oficines centrals a París, una divisió de la companyia japonesa de cosmètics Shiseido, qui també produeix fragàncies per a Narciso Rodriguez i Issey Miyake.